# Движение Сахва
Движение Сахва (араб. الصحوة‎ или аль-Сахва аль-Исламия — исламское пробуждение) —  движение в Саудовской Аравии в 1960–1980 годах, которое выступало за более широкое использование принципов ваххабизма в саудовском обществе. Наиболее заметными последствиями движения стали значительные ограничения прав женщин, религиозной свободы и личных свобод. Основные доктрины движения были сформированы фундаменталистскими принципами кутбизма, такими как теологическое осуждение либеральной демократии и вера в то, что современные правительства мусульманского мира отступили от принципов ислама.
Сахва –  саудовский термин, который относится ко всем политическим исламским движениям, объединенным принципом «Братья-мусульмане Кутби». Саудовская Аравия одна из немногих стран, которая предоставила улемам (сообществу исламских религиозных лидеров и юристов) прямую роль в правительстве. Вдохновленные Сахвой улемы оказали ключевое влияние на важные решения правительства, например, на введение нефтяного эмбарго в 1973 году и приглашение иностранных войск в Саудовскую Аравию в 1990 году. Кроме того, они играли важную роль в судебной и образовательной системах и обладали монополией власти в сфере религиозной и социальной морали.
Движение прекратилось после назначения наследного принца Мухаммеда бин Салмана в 2017 году, который объявил о возвращении к «умеренному исламу», но идеи и активисты Сахвы, несмотря на преследования, сохраняют популярность.
Основными богословами движения являются Сафар аль-Хавали, Мухамад Кутб, Мухаммад Сурур и Салман аль-Уда. Призывы движения Сахва к насильственному изгнанию американских войск из исламского мира вдохновляют многочисленные панисламистские боевые сети, в том числе, Аль-Каиду. Антиамериканизм Усамы бен Ладена был сформирован  интеллектуальными авторитетами Сахвы. Подавление Саудовской Аравией идей Сахвы привело бен Ладена к мысли о вероотступничестве правительства страны и призыву к свержению саудовских властей в начале 1990-х годов.

## История
Члены «Братьев-мусульман» прибыли в Саудовскую Аравию в 1950-х и 1960-х годах в поисках убежища из-за преследований со стороны египетского социалистического режима. С ваххабизмом у них всегда имелись разногласия. Тем не менее, движение Сахва возникло в результате влияния Ваххабизма и Братства друг на друга. Это привело к рождению гибридного движения религиозно-политического инакомыслия. Оно достигло пика в 1990-х годах, прежде чем было подавлено саудовским истеблишментом.
Однако после иранской революции идея клерикального правления стала более привлекательной в суннитских кругах. Например, на палестинских территориях в начале 1980-х годов «Братья-мусульмане» не смогли найти поддержки среди суннитов для активного сопротивления израильтянам и поэтому обратились к хомейнистскому учению .

## Деятельность
Члены Сахвы пишут публичные петиции и распространяют проповеди на аудиокассетах. Лидеры Сахвы требуют большей роли духовенства в управлении, ограничения привилегий королевской семьи, большей прозрачности государственных фондов и более консервативного в исламском отношении общества в качестве защиты от западных культурных влияний.

## Взгляды
Сахва выступает против присутствия войск США на мусульманских землях. Так, в 1991 году видный деятель Сахвы аль-Хавали в своей проповеди заявил: «То, что происходит в Персидском заливе, является частью более масштабного плана Запада по доминированию над всем арабским и мусульманским миром».